# Alexander Ostrowski
Alexander Markovitsj Ostrowski (Oekraïens: Олександр Маркович Островський; Russisch: Алекса́ндр Ма́ркович Остро́вский, Aleksandr Markovitsj Ostrovski) (Kiev, 25 september 1893 -  Montagnola, Zwitserland, 20 november 1986) was een wiskundige.
Omdat zijn vader Mark een koopman was, ging Ostrowski naar de handelsschool in Kiev, geen middelbare school, zodat hij onvoldoende vooropleiding had om te worden toegelaten tot de universiteit. Zijn talent bleef echter niet onopgemerkt: Ostrowski's mentor, Dmitri Grave, schreef Landau en Hensel om hulp.
In 1912 begon Ostrowski wiskunde te studeren aan de Philipps-Universiteit Marburg onder begeleiding van Hensel. Gedurende de Eerste Wereldoorlog werd hij geïnterneerd, maar dankzij de tussenkomst van Hensel, kreeg hij meer bewegingsvrijheid en mocht hij de universiteitsbibliotheek gebruiken.
Na de oorlog verhuisde Ostrowski naar Göttingen, waar hij zijn proefschrift schreef en beïnvloed werd door Hilbert, Klein en Landau. Na zijn promotie in 1920 verhuisde Ostrowski naar Hamburg, waar hij werkte als assistent van Hecke en in 1922 zijn habilitatie afrondde. In 1923 keerde hij terug naar Göttingen, en in 1928 werd hij hoogleraar wiskunde in Bazel, tot hij in 1958 met emeritaat ging. In 1950 kreeg Ostrowski het Zwitserse staatsburgerschap. Na zijn pensionering publiceerde hij nog tot zijn late jaren tachtig wetenschappelijke artikelen.
Zijn werk was voornamelijk, maar niet uitsluitend, in algebra en getaltheorie, en hij had een grote interesse in zowel numerieke methoden als abstracte wiskunde. 

## Geselecteerde publicaties
- Vorlesungen über Differential- und Integralrechnung, 3 vols., Birkhäuser; vol. 1, 1945;[4] vol. 1, 2nd edition, 1960;[5] vol. 2, 1951;[6] vol. 3, 1954;[7]
- Solution of equations and systems of equations. Academic Press, New York 1960;[8] 2nd edition 1965; 2016 pbk reprint of 2nd edition
- Aufgabensammlung zur Infinitesimalrechnung. several vols., Birkhäuser, Basel (1st edition 1964; 2nd edition 1972) pbk reprint vol. 1; vol. 2 A; vol. 2 B; vol. 3
- Collected mathematical papers. 6 vols., Birkhäuser, Basel 1983–1984. vol. 1; vol. 2; vol. 3; vol. 4; vol. 5; vol. 6n.